# Cristina Paluselli
Cristina Paluselli (Trento, 23 de octubre de 1973) es un deportista italiano que compitió en esquí de fondo. Ganó una medalla de bronce en el Campeonato Mundial de Esquí Nórdico de 2001, en la prueba de relevo.

## Palmarés internacional
| Campeonato Mundial | Campeonato Mundial | Campeonato Mundial | Campeonato Mundial |
| Año                | Lugar              | Medalla            | Prueba             |
| ------------------ | ------------------ | ------------------ | ------------------ |
| 2001               | Lahti (Finlandia)  | Medalla de bronce  | Relevo 4 × 5 km    |